# 황정위
황정위(중국어 간체자: 黄政宇, 정체자: 黃政宇, 병음: Huáng Zhèngyǔ, 한자음: 황정우, 1997년 1월 24일~)는 중화인민공화국의 축구 선수로 포지션은 수비수이다. 현재 중국 슈퍼리그의 산둥 타이산과 중국 축구 국가대표팀 소속으로 활동하고 있다.